# Jean Lave
Jean Lave (...) è un'antropologa statunitense che ha teorizzato l'apprendimento come processo di partecipazione  dinamica in un ambiente che è a sua volta in mutamento. Nella sua produzione intellettuale sfida le teorie convenzionali su istruzione e apprendimento.
Ha conseguito il dottorato in antropologia sociale alla Harvard University nel 1968. Al momento è Professoressa Emerita di Geografia alla Università di Berkeley in California.
I suoi studi sull'apprendistato sono riconosciuti come una critica significativa della psicologia dell'apprendimento. È stata infatti la prima a elaborare la teoria dell'apprendimento situato e delle comunità di pratica, assieme ad Etienne Wenger, suo studente.
In 1988, Lave e i suoi studenti mostrarono nei loro studi come le persone impegnate a fare la spesa ad Orange County (in California) erano in grado di svolgere con successo i conti necessari per comparare i prezzi delle merci mentre risultavano meno capaci di fare gli stessi conti se presentati in un test formale.

## Pubblicazioni
Ha pubblicato quattro libri:
- Apprenticeship in Critical Ethnographic Practice (2011)
- Understanding Practice (di cui è co-autore Seth Chaiklin, 1993)
- Situated Learning: Legitimate Peripheral Participation (di cui è co-autore Etienne Wenger, 1991)
- Cognition in Practice (1988)

In lingua italiana il suo volume "L'apprendimento situato. Dall'osservazione alla partecipazione attiva nei contesti sociali" è stato pubblicato da Erickson nel 2006.